# Almuabada
Almuabada (em árabe: المعبدة‎; romaniz.: Al-Muabbada; em curdo: Girkê Legê‎) é uma cidade na província de Hasaca, na Síria. De acordo com o Departamento Central de Estatísticas da Síria (CBS), tinha uma população de 15 759 pessoas no censo de 2004. De acordo com a agência de notícias curda Rudaw, o Partido Baatista sob o presidente Hafez al-Assad mudou o nome da cidade para Almuabada. A cidade fica a 35 quilômetros da fronteira com o Iraque e a 15 da fronteira com a Turquia. Em 2004, era a oitava maior cidade em Hasaca. A maioria dos habitantes da cidade são curdos, com os árabes sendo minoria.
Em 24 de julho de 2012, o PYD anunciou que as forças de segurança sírias se retiraram de Almuabada. As forças do YPG posteriormente assumiram o controle de todas as instituições governamentais e a cidade ficou totalmente sob o controle do PYD.